# أرييل مارتينيز
أرييل مارتينيز (9 مايو 1986 في كوبا - ) هو لاعب كرة قدم كوبي في مركز الهجوم. شارك مع منتخب كوبا لكرة القدم. أما مع النوادي، فقد لعب مع تشارلستون بيتري وMiami FC ‏ وFC Sancti Spíritus ‏.

## وصلات خارجية
- أرييل مارتينيز على موقع قاعدة بيانات كرة القدم.إي يو (الإنجليزية)
- أرييل مارتينيز على موقع ناشيونال فوتبول تيمز (الإنجليزية)
- أرييل مارتينيز على موقع Soccerway.com (الإنجليزية)